# Stanford on Teme
Stanford on Teme – wieś w Anglii, w hrabstwie Worcestershire, w dystrykcie Malvern Hills. Leży w pobliżu rzeki Teme, 19 km na północny zachód od miasta Worcester i 181 km na północny zachód od Londynu.